# Ildefons Lima
Ildefons Lima Solà (Barcelona, 10. prosinca 1979.) je andorski nogometaš koji nastupa za andorski klub Santu Colomu te andorsku nogometnu reprezentaciju. Nagrađen je Nagradom za najboljeg nogometaša Andore u povijesti te je njen najbolji strijelac svih vremena.

## Karijera
Nakon rodne Andore, Ildefons Lima karijeru je gradio u B momčadi Espanyola, grčkom Ionikosu, meksičkoj Pachuci te španjolskim klubovima Las Palmasu i Rayo Vallecanu. U ljeto 2005. potpisuje za talijansku Triestinu. Tek je igrajući za klub iz Trsta postao poznat nogometnoj javnosti. U Triestini je odigrao nekoliko utakmica kao napadač, iako mu je prirodna pozicija središnji branič. U siječnju 2006., William Pianu i Maurizio Peccarisi, također središnji braniči Triestine prodani su u Bari, odnosno Rimini, čime Lima postaje standardni igrač momčadi i miljenik navijača.
Igrač 2009. napušta klub te potpisuje za švicarsku Bellinzonu.
Ildefons Lima je standardni igrač andorske reprezentacije za koji je nastupio preko 100 puta te postigao preko 10 pogodaka. Lima je u svojoj 105. utakmici za Andoru u veljači 2017. zabio jedini gol za prvu pobjedu andorske reprezentacije u trinaest godina.

## Pogoci za reprezentaciju
| #  | Datum               | Mjesto                                              | Protivnik   | Pogodak | Rezultat | Natjecanje                                |
| -- | ------------------- | --------------------------------------------------- | ----------- | ------- | -------- | ----------------------------------------- |
| 1. | 22. lipnja 1997.    | Kuressaare Linnastaadion, Kuressaare, Estonija      | Estonija    | 1 – 3   | 1 – 4    | prijateljska utakmica                     |
| 2. | 2. rujna 2000.      | Communal d'Aixovall, Andorra la Vella, Andorra      | Cipar       | 2 – 1   | 2 – 3    | kvalifikacije za SP u Koreji i Japanu 02' |
| 3. | 25. travnja 2001.   | Lansdowne Road, Dublin, Irska                       | Irska       | 1 – 0   | 1 – 3    | kvalifikacije za SP u Koreji i Japanu 02' |
| 4. | 27. travnja 2002.   | stadion Ta' Qali, Ta' Qali, Malta                   | Malta       | 1 – 0   | 1 – 1    | prijateljska utakmica                     |
| 5. | 4. lipnja 2008.     | Estadi Comunal d'Aixovall, Andorra la Vella, Andora | Azerbajdžan | 1 – 1   | 1 – 2    | prijateljska utakmica                     |
| 6. | 11. veljače 2009.   | stadion S. Darius i S. Girėnas, Kaunas, Litva       | Litva       | 1 – 2   | 1 – 3    | prijateljska utakmica                     |
| 7. | 6. lipnja 2009.     | stadion Neman, Grodno, Bjelorusija                  | Bjelorusija | 1 – 5   | 1 – 5    | kvalifikacije za SP u JAR-u 10'           |
| 8. | 9. rujna 2014.      | Estadi Nacional, Andorra la Vella, Andora           | Wales       | 1 – 0   | 1 – 2    | kvalifikacije za EURO 2016.               |
| 9. | 13. listopada 2014. | Estadi Nacional, Andorra la Vella, Andora           | Izrael      | 1 – 1   | 1 – 4    | kvalifikacije za EURO 2016.               |

## Vanjske poveznice
- Statistika igrača na National-football-teams.com
- Profil igrača na web stranici Triestine
- Statistika igrača na FIFA.com  Arhivirana inačica izvorne stranice od 12. travnja 2009. (Wayback Machine)